# Splot atłasowy
Splot atłasowy – jeden z grupy trzech splotów zasadniczych. Jego budowa znacznie odbiega od dwóch pozostałych, tj. płóciennego i skośnego.
Tkaniny wykonane w splotach atłasowych są tkaninami jednostronnymi i dzięki dużej przewadze pokryć jednego układu (osnowy lub wątku) oraz długim przeplotom są bardzo miękkie, elastyczne i błyszczące po jednej stronie. Duże raporty i długie przeploty powodują, że pojedyncze pokrycia jednego układu są całkowicie przykryte przez drugi układ. Tak więc o efektach (kolor, połysk) po jednej stronie decyduje wątek (satyna), a po drugiej stronie osnowa (atłas).
Dawniej wyraźnie rozgraniczano sploty atłasowe i sploty satynowe. Obecnie obydwa sploty nazywa się atłasowymi, z opisem (wątkowy lub osnowowy) określającym przewagę danego układu. Natomiast przyjęło się nazywanie tkaniny wykonanej w splocie atłasowym osnowowym atłasem, a tkaniny wykonanej w splocie atłasowym wątkowym satyną.

## Budowa i parametry
Raport (R) – najmniejsza liczba różnie splatających nitek osnowy i wątku w tkaninie. Raport powtarza się w tkaninie wielokrotnie zarówno wzdłuż osnowy, jak i wątku. Rozróżnia się raport osnowowy (Ro) oraz raport wątkowy (Rw). We wszystkich splotach zasadniczych raport osnowowy jest taki sam jak raport wątkowy, czyli R = Ro = Rw
Skok wątkowy (sw) – odległość między dwoma pokryciami osnowowymi na dwóch kolejnych nitkach wątku
Skok osnowowy (so) – odległość między dwoma pokryciami osnowowymi na dwóch kolejnych nitkach osnowy
Budowa prawidłowego splotu atłasowego obwarowana jest pewnymi warunkami:
1. raport (R) musi być większy od 4, czyli R = Rw = Ro ≥ 5
2. skok (s) musi spełniać warunek 1 < s < R-1, czyli pokrycia na sąsiednich nitkach nie mogą się stykać
3. liczby całkowite R i s nie mogą być sobie równe, jedna nie może być dzielnikiem drugiej, nie mogą mieć wspólnego dzielnika (poza jednością), czyli ułamek {\displaystyle {\tfrac {R}{s}}} musi być nieskracalny.

Z powyższych warunków wynika, że nie da się zbudować splotu atłasowego zasadniczego o raporcie sześcionitkowym R = 6, natomiast można utworzyć sploty pięcionitkowy czy siedmionitkowy. W praktyce buduje się sploty atłasowe o raportach od 5 do 12 nitek, z wyjątkiem sześcionitkowego.

Przykłady zasadniczych splotów atłasowych

Przykłady pochodnych splotu atłasowego zasadniczego

## Wykonanie projektu
Tworzenie splotu zaczyna się od ustalenia wielkości raportu i skoku. Na rysunku 1 jest to {\displaystyle {\tfrac {1\quad }{\quad 4}}} (2), R = 5 i s = 2. Następnie zamalowuje się lewe dolne pole, odpowiadające pierwszej nitce osnowy i pierwszej nitce wątku. Jest to generalna zasada przy tworzeniu wszystkich splotów. Dalej odlicza się dwa puste pola w prawo i zamalowuje się drugie pole na drugim wątku, odlicza się kolejne dwa pola i zamalowuje drugie pole na trzecim wątku itd. Pełne oznaczenie splotu składa się z wyróżnika splotu i liczby określającej wielkość skoku umieszczonej w nawiasie po wyróżniku np. {\displaystyle {\tfrac {1\quad }{\quad 6}}} (4). Rysunki przedstawiają:
1. atłas wątkowy pięcionitkowy {\displaystyle {\tfrac {1\quad }{\quad 4}}} (2)
2. atłas osnowowy siedmionitkowy {\displaystyle {\tfrac {6\quad }{\quad 1}}} (6)
3. atłas wątkowy siedmionitkowy {\displaystyle {\tfrac {1\quad }{\quad 6}}} (2)
4. atłas wątkowy siedmionitkowy {\displaystyle {\tfrac {1\quad }{\quad 6}}} (3)
5. atłas wątkowy siedmionitkowy {\displaystyle {\tfrac {1\quad }{\quad 6}}} (4)
6. atłas wątkowy siedmionitkowy {\displaystyle {\tfrac {1\quad }{\quad 6}}} (5)

Rysunki 3 do 6 pokazują wszystkie możliwe wykonania splotu atłasowego, wątkowego (satyny), siedmionitkowego. Zastosowano skoki (2, 3, 4 i 5) spełniające wszystkie trzy warunki. W takich samych odmianach może występować splot osnowowy pokazany na rysunku 2.
Poza opisanymi występują ponadto sploty pochodne splotów atłasowych zasadniczych. Powstają one przez modyfikację splotów zasadniczych.
Są to:
- wzmocnione – przy bardzo długich przeplotach wzmacnia się sploty dodatkowymi pokryciami sąsiadującymi z pokryciami splotu zasadniczego. Na rysunku 7 splot atłasowy {\displaystyle {\tfrac {1\quad }{\quad 9}}} (7), wzmocniony jednym pokryciem, na rysunku 8 ten sam splot atłasowy, wzmocniony trzema pokryciami. Tkaniny w tych splotach tracą jednak połysk, podstawową cechę atłasów zasadniczych
- nieregularne – tworzone przez zastosowanie w raporcie kilku różnych skoków (s). Nic nie stoi na przeszkodzie, by w ten sposób utworzyć splot nieregularny sześcionitkowy {\displaystyle {\tfrac {1\quad }{\quad 5}}} (2,3,4,4,2), co było niemożliwe w splocie zasadniczym.
- wieloskokowe – przez zastosowanie w raporcie dwóch lub trzech skoków, których suma jest równa największemu skokowi w splocie zasadniczym. W splocie {\displaystyle {\tfrac {1\quad }{\quad 6}}} (5) można zastosować dwa skoki s = 2 i s = 3, co daje {\displaystyle {\tfrac {1\quad }{\quad 6}}} (2,3). Ro ≠ Rw
- sploty cieniowane – powstają przez dodanie w kolejnych raportach dodatkowych pokryć, podobnie jak w splotach wzmocnionych. Rysunek 9 przedstawia splot cieniowany na bazie splotu atłasowego zasadniczego {\displaystyle {\tfrac {1\quad }{\quad 4}}} (2). Ro ≠ Rw

## Zastosowania
Splot atłasowy zasadniczy stosuje się do produkcji tkanin bawełnianych, lnianych i jedwabnych. Jest on również najczęściej stosowany do wypełniania wzorów tkanin żakardowych.
Przykładowe zastosowania tkanin o splotach atłasowych oraz ich nazwy zwyczajowe i handlowe
- tkaniny jedwabne o splotach atłasowych osnowowych nazywa się atłasami i stosuje się na podszewki krawieckie, do produkcji sukienek, fartuszków szkolnych, ubrań ochronnych itp.
- tkaniny bawełniane, lniane lub mieszane o splotach atłasowych, tzw. drelich materacowy, na obszycia materaców
- tkaniny w splocie atłasowym, wątkowym, błyszczące, z surowców różnych, tzw. satyny, stosowane na odzież damską.